# Bathycongrus macrurus
Bathycongrus macrurus är en fiskart som först beskrevs av Gilbert, 1891.  Bathycongrus macrurus ingår i släktet Bathycongrus och familjen havsålar. Inga underarter finns listade.